# A magyar labdarúgó-válogatott mérkőzései 1961-ben
A magyar labdarúgó-válogatottnak 1961-ben tizenkét találkozója volt, ebből négy mérkőzés világbajnoki selejtező volt Hollandia és a Német Demokratikus Köztársaság ellen. Három találkozó magyar győzelmet hozott a negyedik pedig döntetlen lett, így megnyílt az út Chilébe a világbajnokságra.
A helyi körülmények ismerkedése miatt decemberben két mérkőzést játszott az 1962-es VB házigazda Chilével és egyet Uruguayjal.
Szövetségi kapitány:
- Baróti Lajos

## Eredmények
374. mérkőzés
| 1961. február 17. |

| Egyiptom | 0–2             | Magyarország   |
| -------- | --------------- | -------------- |
|          | (0–0) Részletek | Albert 70' 72' |

| Olimpiai stadion, Kairó Nézőszám: 50 000 Játékvezető: Cesare Jonni (ITA) |

375. mérkőzés – vb-selejtező
| 1961. április 16. |

| Magyarország          | 2–0             | NDK |
| --------------------- | --------------- | --- |
| Albert 13' Göröcs 53' | (1–0) Részletek |     |

| Megyeri út, Budapest Nézőszám: 32 000 Játékvezető: Jordan Takov (BUL) |

376. mérkőzés – vb-selejtező
| 1961. április 30. |

| Hollandia | 0–3             | Magyarország                      |
| --------- | --------------- | --------------------------------- |
|           | (0–3) Részletek | Sándor 23' Fenyvesi 24' Tichy 37' |

| Feijenoord Stadion, Rotterdam Nézőszám: 65 000 Játékvezető: Clive Kingston (WAL) |

377. mérkőzés
| 1961. május 7. |

| Jugoszlávia            | 2–4             | Magyarország                              |
| ---------------------- | --------------- | ----------------------------------------- |
| Kosztics 16' Matus 79' | (1–2) Részletek | Albert 5' Zebec 13' (öngól) Tichy 55' 81' |

| JNA-stadion, Belgrád Nézőszám: 60 000 Játékvezető: Gino Rigato (ITA) |

378. mérkőzés
| 1961. május 28. |

| Magyarország                        | 3–2             | Wales                      |
| ----------------------------------- | --------------- | -------------------------- |
| Solymosi 1' Tichy 7' 88' (11-esből) | (2–1) Részletek | C. Jones 18' Allchurch 60' |

| Népstadion, Budapest Nézőszám: 40 000 Játékvezető: Cesare Jonni (ITA) |

379. mérkőzés
| 1961. június 11. |

| Magyarország | 1–2             | Ausztria                |
| ------------ | --------------- | ----------------------- |
| Göröcs 44'   | (1–1) Részletek | Rafreider 15' Nemec 53' |

| Népstadion, Budapest Nézőszám: 80 000 Játékvezető: Gottfried Dienst (SUI) |

380. mérkőzés – vb-selejtező
| 1961. szeptember 10. |

| NDK                    | 2–3             | Magyarország                      |
| ---------------------- | --------------- | --------------------------------- |
| Erler 53' P. Ducke 87' | (0–1) Részletek | Solymosi 43' Sándor 75' Tichy 78' |

| Walter Ulbricht Stadion, Berlin Nézőszám: 30 000 Játékvezető: Ivan Ivanovics Lukjanov (RFU) |

381. mérkőzés
| 1961. október 8. |

| Ausztria                              | 2–1             | Magyarország |
| ------------------------------------- | --------------- | ------------ |
| Rafreider 14' (11-esből) Oslansky 81' | (1–1) Részletek | Tichy 9'     |

| Práter-stadion, Bécs Nézőszám: 92 000 Játékvezető: Václav Korelus (TCH) |

382. mérkőzés – vb-selejtező
| 1961. október 22. |

| Magyarország                       | 3–3             | Hollandia                       |
| ---------------------------------- | --------------- | ------------------------------- |
| Monostori 19' Göröcs 21' Tichy 80' | (2–2) Részletek | Van den Linden 8' 14' Groot 56' |

| Népstadion, Budapest Nézőszám: 30 000 Játékvezető: Hugh Phillips (SCO) |

383. mérkőzés
| 1961. december 9. |

| Chile                                                    | 5–1             | Magyarország         |
| -------------------------------------------------------- | --------------- | -------------------- |
| Landa 24' 34' L. Sánchez 46' 58' Sepuvada 70' (11-esből) | (2–0) Részletek | Tichy 85' (11-esből) |

| Estadio Nacional, Santiago de Chile Nézőszám: 55 000 Játékvezető: Juan Carlos Armental (URU) |

384. mérkőzés
| 1961. december 13. |

| Chile | 0–0       | Magyarország |
| ----- | --------- | ------------ |
|       | Részletek |              |

| Estadio Nacional, Santiago de Chile Nézőszám: 42 000 Játékvezető: Esteban Marino (URU) |

385. mérkőzés
| 1961. december 23. |

| Uruguay      | 1–1             | Magyarország |
| ------------ | --------------- | ------------ |
| Escalada 25' | (1–0) Részletek | Solymosi 56' |

| Estadio Centenario, Montevideo Nézőszám: 22 000 Játékvezető: Luis Antonio Ventre (ARG) |